# ГЕС Охакурі
ГЕС Охакурі — гідроелектростанція на Північному острові Нової Зеландії. Знаходячись між ГЕС Aratiatia (вище за течією) та ГЕС Атіамурі, входить до складу каскаду на річці Ваїкато, яка тече з центрального Вулканічного плато Північного острова у північно-західному напрямку та впадає до Тасманового моря за чотири десятки кілометрів від Окленда.
У межах проєкту річку перекрили комбінованою греблею висотою 49 метрів, яка включає розташовану у правобережній частині земляну ділянку та споруджену зліва бетонну секцію з водозабірною спорудою. Гребля утримує резервуар з площею поверхні 12,6 км2 та об'ємом 133 млн м3, у якому припустиме коливання рівня поверхні між позначками 285,1 та 287,6 метра НРМ.
Пригреблевий машинний зал обладнали чотирма турбінами типу Френсіс потужністю по 28 МВт, які при напорі у 35 метрів забезпечують виробництво 400 млн кВт·год електроенергії на рік.